# Struthanthus filipes
Struthanthus filipes är en tvåhjärtbladig växtart som beskrevs av J. Kuijt. Struthanthus filipes ingår i släktet Struthanthus och familjen Loranthaceae. Inga underarter finns listade i Catalogue of Life.